# Густав Шефер
Густав Клаус Вольфганг Шефер (нім. Gustav Klaus Wolfgang Schäfer, 8 вересня 1988, Магдебург, НДР) — барабанщик, один із членів гурту «Tokio Hotel». Густав грає на барабанах з 5 років.
15 липня 2009 року Густава було побито в німецькому нічному клубі, і, як наслідок, накладено 36 швів.

## Цікаві факти
- У Густава Шефера є старша сестра, яка інколи супроводжує брата на концертних турне.[3]
- Прізвисько: «Juschtel»
- Основні його хобі — музика і велосипед, на якому він їздить на перервах між концертами. Також Густав уміє керувати автобусом і частенько сам сидить за кермом під подорожування гурту з гастрольною діяльністю від міста до міста.
- Улюблений предмет в школі: фізкультура та економіка.
- Ненависний предмет в школі: математика, фізика.
- Улюблений гурт/виконавець: Metallica.
- Ідеали та приклади для наслідування: Ларс Ульріх
- Перший куплений альбом: «Black Album» — Metallica.
- Перший концерт, який зіграв барабанщик: фестиваль з Джо Кокером.
- Девіз: «Найголовніше, аби все добре проходило.»